# Tajimi
Tajimi (多治見市, Tajimi-shi) est une ville située dans la préfecture de Gifu, au Japon.

## Géographie

### Situation

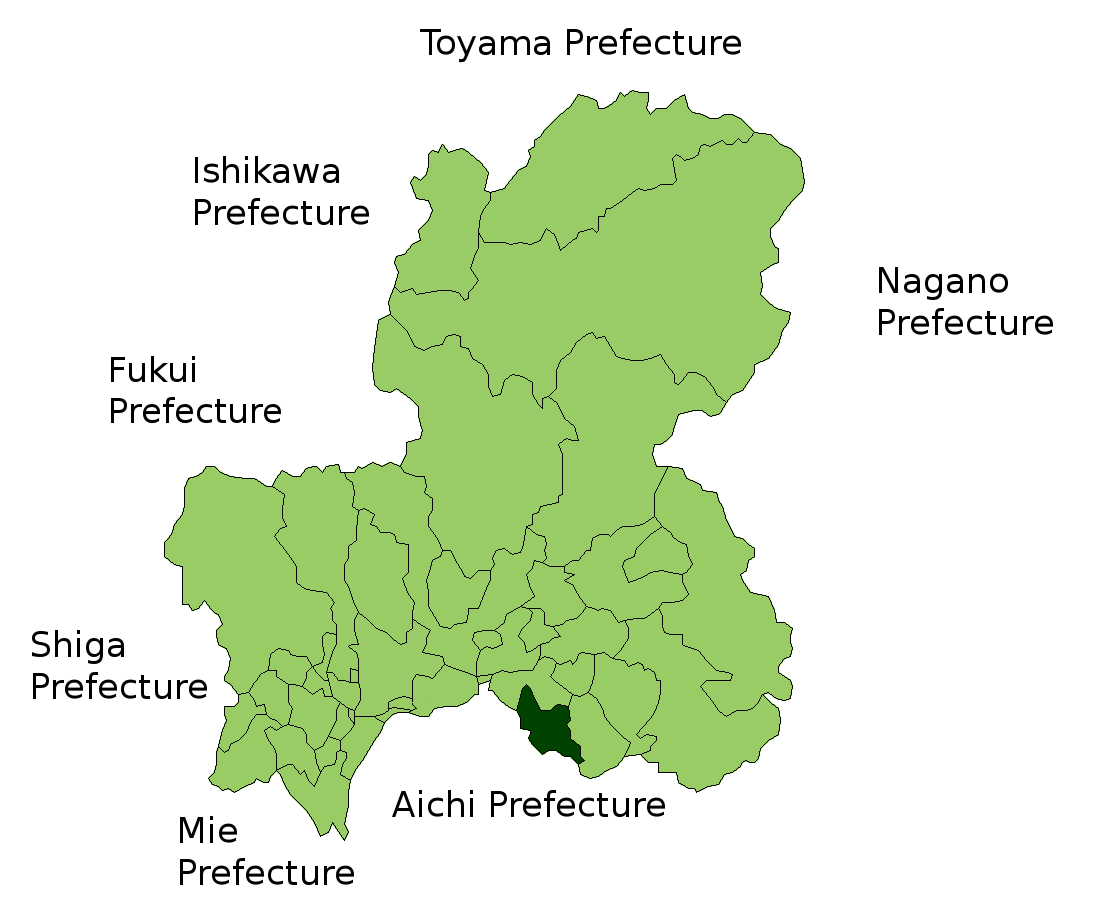
Localisation dans la préfecture de Gifu.

Tajimi est située dans le sud de la préfecture de Gifu.

### Démographie
En février 2021, la population de Tajimi était de 109 416 habitants répartis sur une superficie de 91,25 km2.

### Hydrographie
La ville est traversée par le fleuve Shōnai.

## Histoire
Le bourg de Tajimi a été créé le 1er juillet 1889. Il a reçu le statut de ville en 1940.
Le 23 janvier 2006, le bourg de Kasahara, du district de Toki, est réuni à la ville de Tajimi.
Le 16 août 2007, la ville de Tajimi bat le précédent records de température du Japon, en atteignant la température de 40,9 °C (la ville de Kumagaya a battu le même record, le même jour).

## Culture locale et patrimoine
- Eihō-ji

## Transports
Tajimi est desservie par les lignes Chūō et Taita de la JR Central. La gare de Tajimi est la principale gare de la ville.

## Jumelage
- Terre Haute, Indiana (États-Unis) depuis les années 1960.

## Galerie

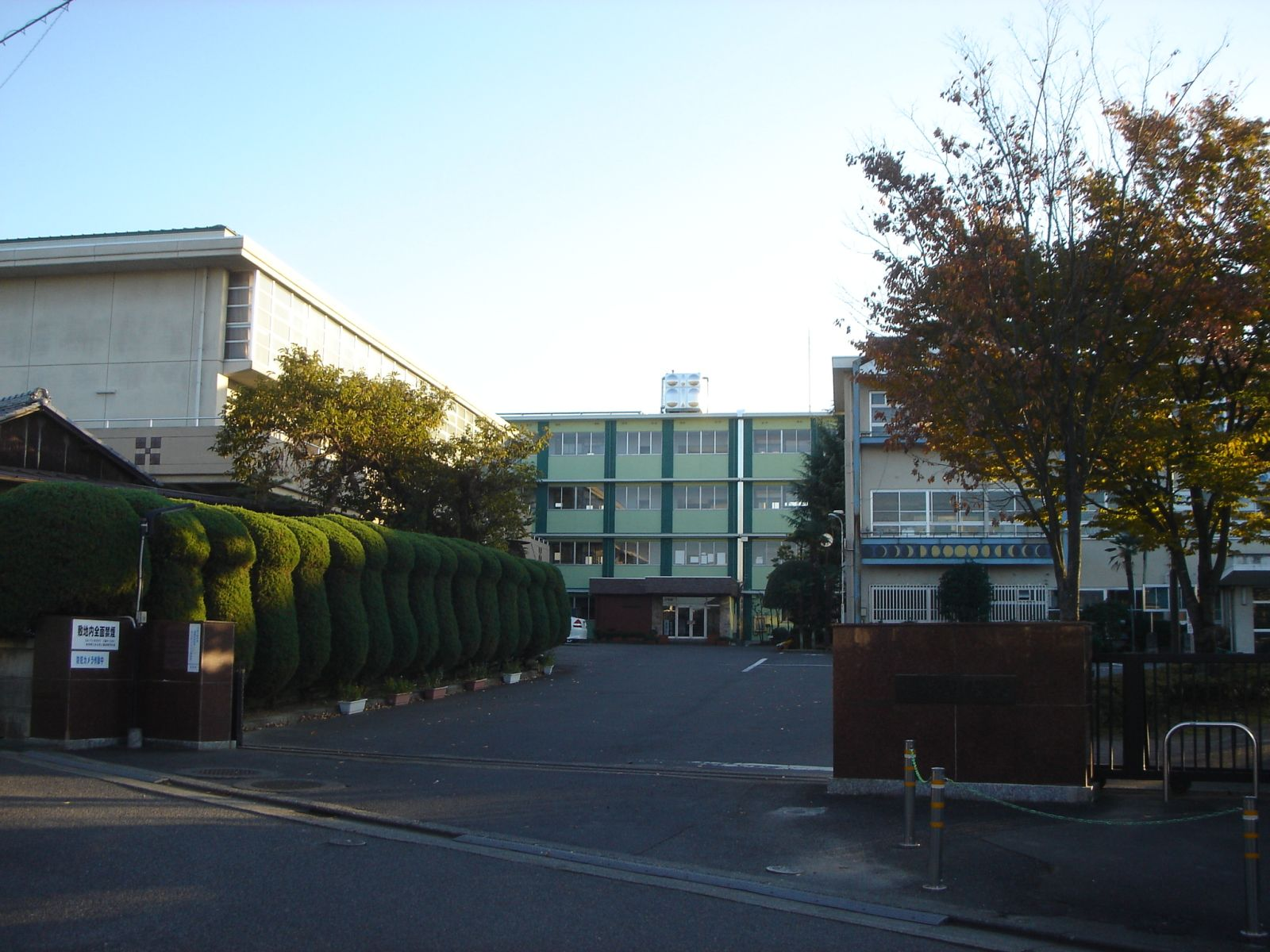
Le lycée technique.
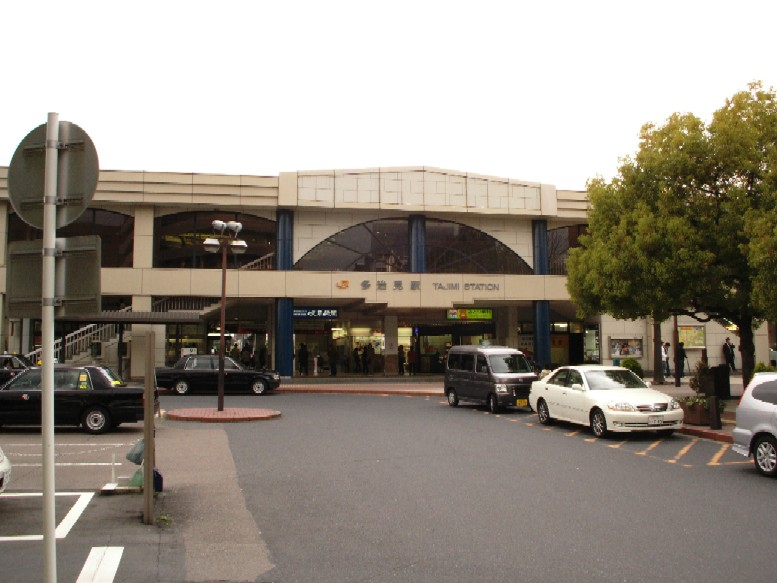
La gare de Tajimi.
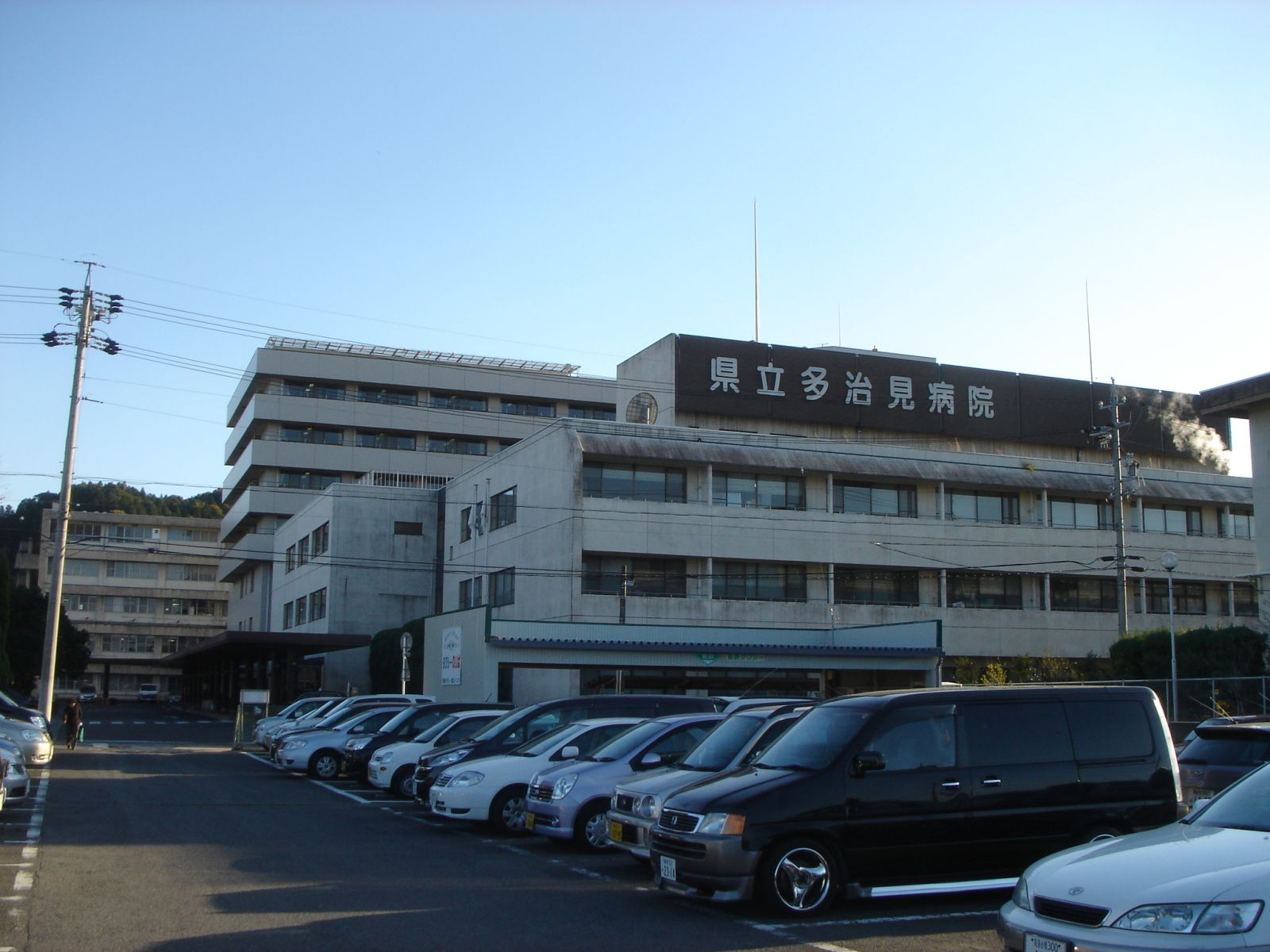
L'hôpital de la préfecture de Gifu.
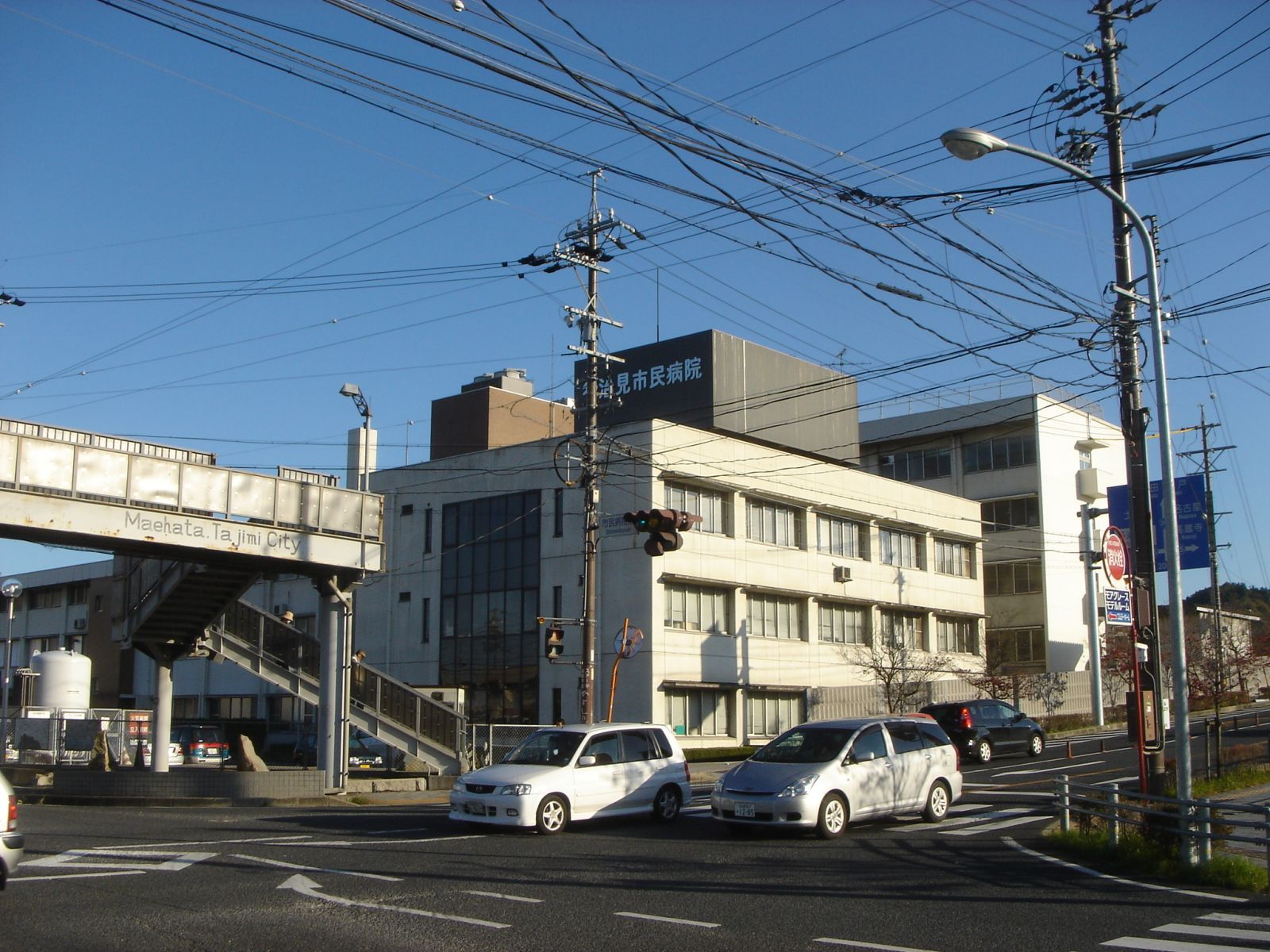
L'hôpital municipal.